# Kalušský rajón
Kalušský rajón (ukrajinsky Калуський район) je rajón v Ivanofrankivské oblasti na Ukrajině. Hlavním městem je Kaluš a rajón má přibližně 286 tisíc obyvatel.

## Města v rajónu
- Bolechiv
- Dolyna
- Kaluš